# Adolf Holl
Adolf Holl (13. května 1930 Vídeň – 23. ledna 2020 Döbling) byl rakouský katolický spisovatel a teolog. Život strávil ve Vídni, kde působil jako kaplan ve farnosti Neulerchenfeld a byl také přednášejícím na katedře katolické teologie Vídeňské univerzity. Mezi jeho knihy například patří Jesus in schlechter Gesellschaft (Ježíš v špatné společnosti, 1971), Der letzte Christ. Franz von Assisi (Poslední křesťan: František z Assisi, 1979) a Die linke Hand Gottes – Biographie des Heiligen Geistes (Levá ruka boží – Biografie Svatého ducha, 1997).
Na Vídeňské univerzitě Holl získal doktorát z filozofie a teologie. V roce 1954 byl vysvěcen na kněze a od roku 1963 působil jako profesor teologie. V roce 1971 vydal svou knihu Jesus in schlechter Gesellschaft, která se stala bestsellerem a byla přeložena do několika světových jazyků. Její španělský překlad inspiroval také salvadorského biskupa Óskara Romera, který byl v roce 1980 zastřelen během sloužení mše. Tato Hollova kniha se zabývá otázkou Ježíšova božství a jeho úmyslem ustanovit institucionalizovanou církev vedenou kleriky. V roce 1973 musel opustit své místo na univerzitě a o tři roky později byl suspendován vídeňským arcibiskupem Franzem Königem ze své kněžské služby.
V pozdějších letech se věnoval především žurnalistice a psaní knih. Vedl například diskuzní pořad Club 2 na ORF.
Za svou práci získal také řadu ocenění:
- cena kardinála Innitzera, 1962
- Preis der Stadt Wien für Geisteswissenschaften, 1995 (cena udělovaná městem Vídeň v oblasti humanitních věd)
- Rakouská státní cena za kulturní publicistiku, 2003
- cena Axela Cortiho, 2006
- Preis der Stadt Wien für Publizistik, 2015 (cena udělovaná městem Vídeň v oblasti žurnalistiky)

## Dílo
- Jesus in schlechter Gesellschaft. (1971). ISBN 9780030013867.
- Tod und Teufel. (1973). ISBN 3421016410.
- Der letzte Christ. Franz von Assisi. (1979). ISBN 9783783118469.
- Die linke Hand Gottes. (1997). ISBN 9780307819727.
- Brief an die gottlosen Frauen. (2002). ISBN 9783552052031.
- Weihrauch und Schwefel: Ein Monolog. (2003). ISBN 3222129908.
- Der lachende Christus. (2005). ISBN 9783552053427.

- Die unheilige Kirche: Geschlecht und Gewalt in der Religion. (2005). ISBN 3783125936.
- Om und Amen. Eine universale Kulturgeschichte des Betens. (2006). ISBN 3579069276.
- Wie gründe ich eine Religion. (2009). ISBN 9783701715183.
- Können Priester fliegen?. (2012). ISBN 9783701715183.
- Braunau am Ganges. (2015) ISBN 370173352X.